# Coptodon zillii
Coptodon zillii (danh pháp đồng nghĩa: Tilapia zillii) là một loài cá thuộc họ Cá rô phi (Cichlidae). Loài cá này sinh sống rộng rãi trong môi trường nước ngọt-lợ tại nửa bắc châu Phi và vùng Trung Đông. Tại những nơi khác, người ta du nhập nó làm cá thực phẩm hay để kiềm hãm sự lan rộng thực vật thủy sinh. Đôi lúc nó trở thành loài xâm lấn, đe doạ hệ sinh thái địa phương. Đây là một loài cá thực phẩm quan trọng và đôi lúc là cá nuôi.
Tên loài được đặt để vinh danh Zill, một nhà tự nhiên học đã thu thập mẫu vật và gửi cho Gervais.

## Phạm vi phân bố và phân loại
Tại châu Phi, phạm vi phân bố bản địa của C. zillii là nửa bắc châu lục. Ở miền nhiệt đới Trung-Tây Phi, nó có mặt từ vùng duyên hải nam Maroc và sông Senegal đến trung phần lưu vực sông Congo với phạm vi phân bố gần như liền mạch. Ở miền Đông-Bắc Phi, C. zillii sống ở hầu khắp lưu vực sông Nile, từ vùng châu thổ miền bắc Ai Cập đến hồ Albert ở CHDC Congo–Uganda, cũng như hồ Turkana tại Ethiopia–Kenya; dù đã du nhập đến một số hồ, đây không phải loài bản địa ở các hồ Lớn châu Phi khác. Tại vùng Maghreb và Sahara nơi có ít môi trường thủy sinh hơn, phân bố có phần đứt đoạn, song nhiều quần thể còn sót lại trong sông, hồ và ốc đảo (guelta) theo mùa. Ngoài châu Phi, môi trường sống của nó là hệ thống sông Jordan (gồm hồ Tiberias (Kinneret) ở Israel, Jordan, Syria), cùng vùng duyên hải Israel.
Tại một số khu vực có độ đa dạng loài thuộc họ Cá rô phi thấp, C. zillii là một trong số ít đại diện của họ. Tại Maghreb và Sahara, ngoài C. zillii, có Oreochromis aureus, Sarotherodon galilaeus cùng vài loài Astatotilapia và Hemichromis. Tại Tây Á, ngoài C. zillii, bản địa chỉ có vài loài cá rô phi thuộc tông Oreochromini và loài Astatotilapia flaviijosephi.
Tuy nghiên cứu di truyền cho thấy hầu hết quần thể C. zillii đều rất gần gũi, vài quần thể ở rìa phạm vị phân bố có vị trí phân loại đáng nghi vấn, cần được nghiên cứu thêm. Quần thể ở vùng Kisangani chẳng hạn, tuy gần gũi với phần còn lại, có thể là một loài riêng rẽ. Tương tự, quần thể duyên hải Tây Bắc Phi có khác biệt rõ với các quần thể khác. Tại lưu vực sông Nile, đã quan sát được rằng quần thể tại vùng châu thổ, tại mạn bắc dòng Nile Trắng và tại những hồ gần Fayum khác nhau về hình thái lẫn màu sắc, song liệu những khác biệt này có đủ đáng kể để ảnh hưởng đến phân loại không thì chưa rõ. Trái lại, C. ismailiaensis miền đông bắc Ai Cập có thể chỉ là một cá thể C. zillii khác thường với điểm sai khác chính là vây đuôi thiếu đốm.

## Môi trường sống và sinh thái
C. zillii ưa vùng nước nông có cây cối, nhưng cũng sống ở vùng nước thoáng hơn như bờ cát hay nơi nước sâu đến tận 30 m (100 ft).
Dù đây chủ yếu là cá nước ngọt hay lợ, nó chịu được độ mặn cao đến tận 4% (nước biển là k. 3.5%). Ngưỡng mặn cho việc sinh sản là 2,9%. C. zillii sống được ở nhiều mức nhiệt độ nước, nhưng ở phía bắc phạm vi phân bố, nhiệt độ nước có lúc tụt xuống dưới mức tối thiểu (6,5–13 °C [43,7–55,4 °F]), làm cá chết hàng loạt. Tại Alabama, do cá chết mỗi mùa đông, cần tái du nhập cá hàng năm. Ngưỡng nhiệt độ tối đa thường là 36 °C (97 °F), nhưng đã ghi nhận việc nó sống sót ở 42,5 °C (108,5 °F).

## Ngoại hình
C. zillii có thể nặng đến 300 g (11 oz) với chiều dài 40 cm (16 in), nhưng thường không vượt 30 cm (12 in). Ở Trung Đông, cá trưởng thành thường dài 12–22 cm (5–9 in). Cá trống thường lớn hơn cá mái, nhưng nói chung hai giới tương tự nhau.